# Phanerotomella longipes
Phanerotomella longipes är en stekelart som beskrevs av Szepligeti 1900. Phanerotomella longipes ingår i släktet Phanerotomella och familjen bracksteklar. Inga underarter finns listade i Catalogue of Life.